# Thelema
Thelema és una filosofia mística desenvolupada per l'ocultista i mag cerimonial Aleister Crowley. François Rabelais va utilitzar per primera vegada la paraula Thélème (Thelema en francès) com a nom per a una abadia fictícia que apareixia a la seva coneguda obra Gargantua i Pantagruel.
Aquesta filosofia té els seu principi en Fer el que vulguis serà tota la teva llei i Amor és llei, amor sota voluntat. Aquests dos principis fonamentals de Thelema es poden presenciar en el llibre que, suposadament, una criatura anomenada Aiwass li va dictar a l'Aleister Crowley. El llibre sagrat de Thelema té com a nom "El Llibre de la Llei", la més coneguda del mag (Liber aL vel Legis) que no només conté els principis d'aquesta nova filosofia religiosa sinó que també conté escrits de caràcter màgic i escrits de Ioga, ocultisme però sobretot Càbala, ja que Aiwass va ser un ésser amb una capacitat intel·lectual molt superior al de l'ésser humà i tenia uns coneixements de la Càbala predominants i abundants. Aiwass li va aparèixer a l'Aleister Crowley durant els dies 8, 9 i 10 d'abril de l'any 1904 a Egipte, on, Aleister, va escriure el llibre sagrat de Thelema. Aleister Crowley, doncs, creia que era el profeta d'una nova etapa de la història ("Aeon of Horus") i, a partir d'aquells dies a l'antic Egipte, Crowley va començar a practicar la seva nova religió: Thelema.

## Antecedents històrics
La paraula Thelema es troba a la Bíblia com per exemple, en el cas del Pare Nostre en Mateu 6.10.: "Vingui amb nosaltres, el teu Regne, que es faci la teva voluntat a la Terra i el Cel."
Mateu 26.42.: "I allunyant-se de nou, va dir així: Pare meu, si no puc passar sense que jo begui d'aquesta copa, que es faci la teva voluntat."